# Ssaki
Ssaki (Mammalia) – zwierzęta należące do kręgowców, charakteryzujące się głównie:
- występowaniem gruczołów mlekowych u samic;
- zazwyczaj obecnością owłosienia (włosy lub futro; silnie zredukowane u gatunków wodnych, jak hipopotamy, u waleni całkowicie zanikają przed porodem lub w trakcie);
- stałocieplnością (potocznie „ciepłokrwistość”).

Około 60% ssaków utrzymuje temperaturę w granicach 34–39 °C, 40% wykazuje zróżnicowaną jej zmienność. Stałocieplność umożliwia aktywny tryb życia w różnych środowiskach – od mroźnych obszarów podbiegunowych do gorących tropików. Futro i tłuszcz pomagają uchronić się przed zimnem, a wydzielanie potu i szybki oddech pomagają pozbyć się nadmiernego ciepła. Znaczna zmienność temperatury ciała umożliwia im natomiast ograniczenie strat ciepła do otoczenia.
Ssaki zamieszkują zarówno środowiska wodne (walenie i brzegowce), jak i lądowe (większość), opanowały także przestrzeń powietrzną (nietoperze). Obecnie żyje na świecie ponad 5800 gatunków ssaków. Z wyjątkiem nielicznych jajorodnych stekowców, wszystkie współczesne ssaki są żyworodne.
Zdecydowanie największym rzędem co do liczby gatunków pośród ssaków są gryzonie, obejmujące ponad 2300 gatunków. Następnie nietoperze, z ok. 1300 gatunkami. Najmniejszymi liczebnie rzędami ssaków są rurkozębne oraz torbikowce mające po jednym przedstawicielu. Liczba ssaków jest stosunkowo niewielka w porównaniu z innymi zwierzętami. Największym żywym ssakiem i zarazem największym ssakiem w historii jest płetwal błękitny. Osiąga on ok. 30 m długości i 180 ton wagi. Najmniejszymi ssakami są nietoperze i ryjówki. Nietoperz ryjkonos malutki z południowo-wschodniej Azji waży zaledwie 2 g przy długości ciała ok. 3 cm. Ryjówek etruski waży 2 g, a jego długość łącznie z ogonem to zaledwie 4 cm.
Dział zoologii zajmujący się ssakami to teriologia.

## Opieka nad młodymi oraz ich rozwój

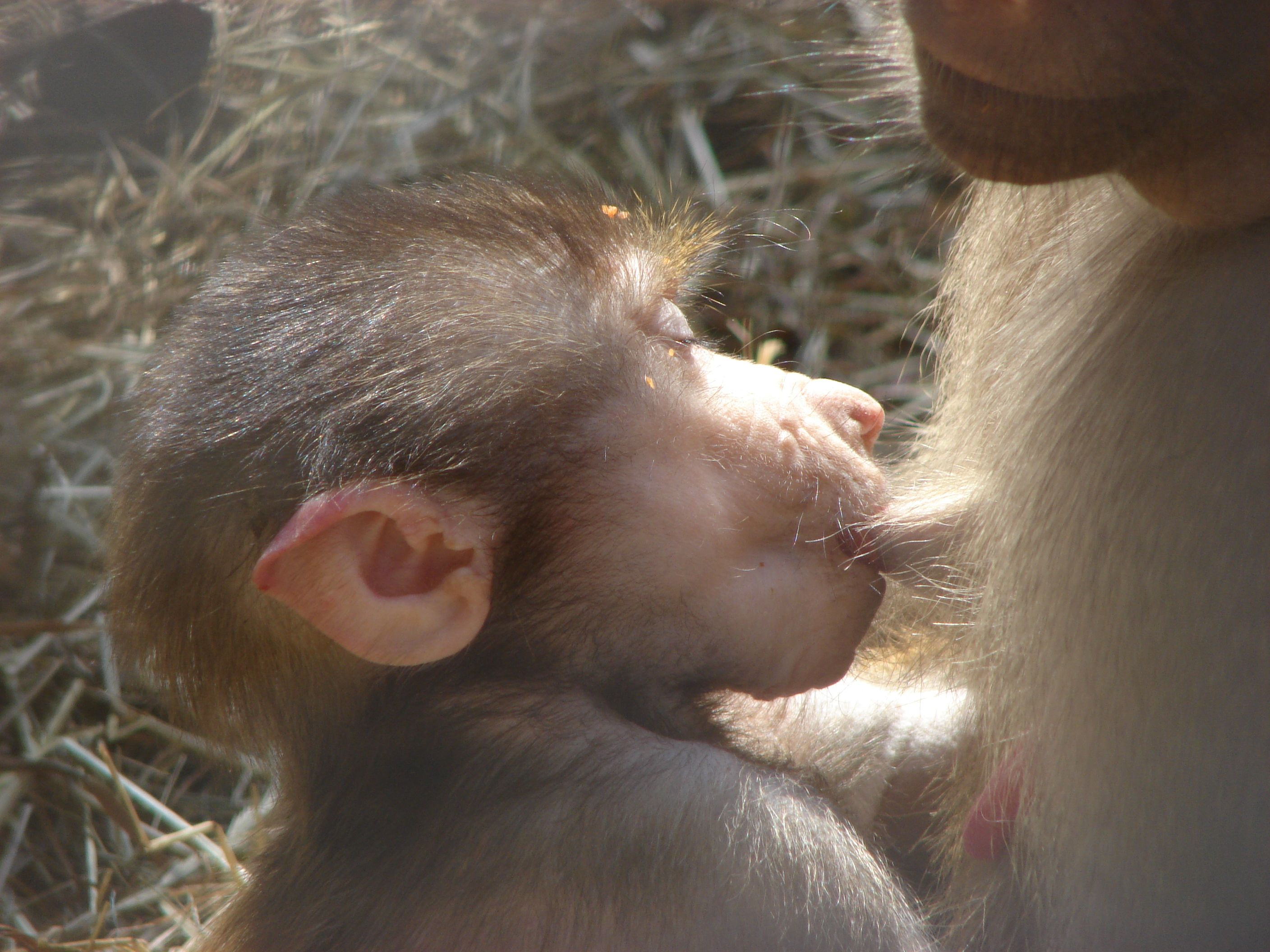
Młody pawian płaszczowy ssący mleko z gruczołów sutkowych samicy

Wszystkie ssaki opiekują się swoimi młodymi i karmią je mlekiem. Są jedynymi zwierzętami, które wytwarzają mleko. Długość czasu opieki nad potomstwem waha się od kilku tygodni u myszy do wielu lat u małpy.
Niektóre ssaki, np. koń czy bydło domowe, są zdolne po narodzeniu do samodzielnego poruszania się i odżywiania.
Budowa podniebienia twardego wraz z wargami, językiem i policzkami umożliwia ssanie.

## Jad
Przedstawiciele tylko dwóch grup ssaków wykazują się jadowitością. Ukąszeniu niektórych ryjówkowatych towarzyszy wydzielanie jadu. Samce dziobaka mają jadowe ostrogi na tylnych nogach.

## Budowa

Anatomia kota domowego

### Pokrycie ciała
Większość ssaków ma ciało pokryte włosami. Zróżnicowane są one na grube, długie włosy ościste (szczecina dzika) i krótkie, miękkie włosy wełniste (owca). U niektórych ssaków (stekowce, jeżowate, jeżozwierze) włosy są przekształcone w kolce. U innych (np. kotów) wykształcają się włosy czuciowo-zatokowe. Linienie zachodzi najczęściej 2 razy w roku – na wiosnę i jesienią. Ciało ssaków lub niektóre części ich ciała (np. u łuskowców, gryzoni) mogą pokrywać również łuski. Produktami naskórka są wytwory rogowe: pazury, paznokcie i kopyta. Na spodniej stronie stóp i dłoni ssaków występują opuszki, które są zmienionymi zgrubieniami skóry. U niektórych ssaków występują także rogi, będące tworami rogowymi oraz poroże, które jest tworem kostnym.
Skóra ssaków jest gruba i zbudowana z dwóch warstw: naskórka i skóry właściwej. Spełnia funkcję ochronną, tworzy torbę lęgową u torbaczy, błonę lotną u nietoperzy i innych ssaków poruszających się lotem ślizgowym oraz błonę pławną u ssaków wodnych. W skórze występują gruczoły łojowe, potowe, zapachowe i mleczne.

### Szkielet
Szkielet ssaków wykazuje duży stopień skostnienia.

#### Czaszka
Kości mózgoczaszki u osobników dorosłych połączone są szwami i tworzą jednolitą puszkę, a u osobników młodych połączone są luźno błoną łącznotkankową. Wolnymi kośćmi w czaszce są tylko kostki słuchowe, żuchwa i kość gnykowa. Trzy kości puszki mózgowej łączą się w miejscu zwanym ciemiączkiem. Plan budowy czaszki ssaków jest podobny do planu budowy czaszki gadów. Przeważnie mózgoczaszka jest większa od trzewioczaszki. Jamę nosową od ustnej oddziela kostne podniebienie. Duża jama nosowa od przodu połączona jest z nozdrzami zewnętrznymi, które tworzą otwór gruszkowaty, a od tyłu z nozdrzami wewnętrznymi. Kość jarzmowa i wyrostek kości skroniowej tworzą łuk jarzmowy. Oczodół może być połączony z dołem skroniowym (u większości ssaków) lub całkowicie otoczony pierścieniem kostnym (przeżuwacze, koniowate, naczelne). Żuchwę buduje jedna kość, której połówki są zrośnięte lub złączone tkanką łączną. Żuchwa łączy się stawowo z panewką kości skroniowej.

#### Kręgosłupiklatka piersiowa

Szkielet kota:
A – kręgi szyjne (7 kręgów),
B – kręgi piersiowe (13 kręgów),
C – kręgi lędźwiowe (7 kręgów),
D – kręgi krzyżowe (3 kręgi),
E – kręgi ogonowe (19–21 kręgów).

Kręgosłup ssaków podzielony jest na 5 odcinków: szyjny, piersiowy, lędźwiowy, krzyżowy i ogonowy. Ssaki z wyjątkiem manatowatych i leniwców mają siedem kręgów szyjnych. Między trzonami kręgów występują chrząstki międzykręgowe. Pierwszy (atlas), drugi (obrotnik) i siódmy (kręg wystający) kręg szyjny są kręgami nietypowymi. Żebra połączone są z kręgami piersiowymi dwiema powierzchniami stawowymi. Z mostkiem łączą się żebra prawdziwe.

#### Szkielet obręczy i kończyn
Liczba elementów budujących obręcz barkową jest przeważnie mniejsza od liczby elementów budujących obręcz barkową gadów. Z reguły występuje tylko łopatka z pozostałością kości kruczej w postaci wyrostka kruczego łopatki. Jedynie u stekowców występuje kość krucza jako osobny element pasa barkowego oraz nadmostek. Obojczyk jest dobrze rozwinięty jedynie u ssaków wykonujących kończynami ruchy odwodzące (np. krety, nietoperze, małpy). U kopytnych i innych ssaków, które wykonują nieskomplikowane ruchy tylko w jednej płaszczyźnie, obojczyk uległ zanikowi. Pas miedniczny, podobnie jak u gadów, zbudowany jest z jednej kości miednicznej, która powstaje ze zrośnięcia kości biodrowej, łonowej i kulszowej. U ssaków, u których kończyny tylne zanikły (walenie, brzegowce), miednica uległa redukcji. Szkielet kończyn jest podobny do szkieletu innych kręgowców lądowych, jednak w związku z różnymi sposobami poruszania, kończyny ssaków uległy specjalizacji, która wyraża się w tendencji do skracania jednych, a wydłużania innych elementów oraz do redukcji liczby palców. U parzystokopytnych palec I ulega uwstecznieniu, palce II i V zmniejszają się, a palce III i IV rozwijają (typ paraksoniczny). U nieparzystokopytnych zmniejszają się wszystkie palce oprócz III (typ mezaksoniczny). Nietoperze mają normalnie zbudowany tylko I palec, a pozostałe są silnie wydłużone i połączone błoną lotną. U waleni i brzegowców następuje skrócenie kości ramieniowej, przedramienia, nadgarstka i dłoni oraz wydłużenie palców i powielenie ich liczby (hiperdaktylia). U płetwonogich dobrze rozwinięte i przystosowane do pływania są obie pary kończyn.

### Uzębienie

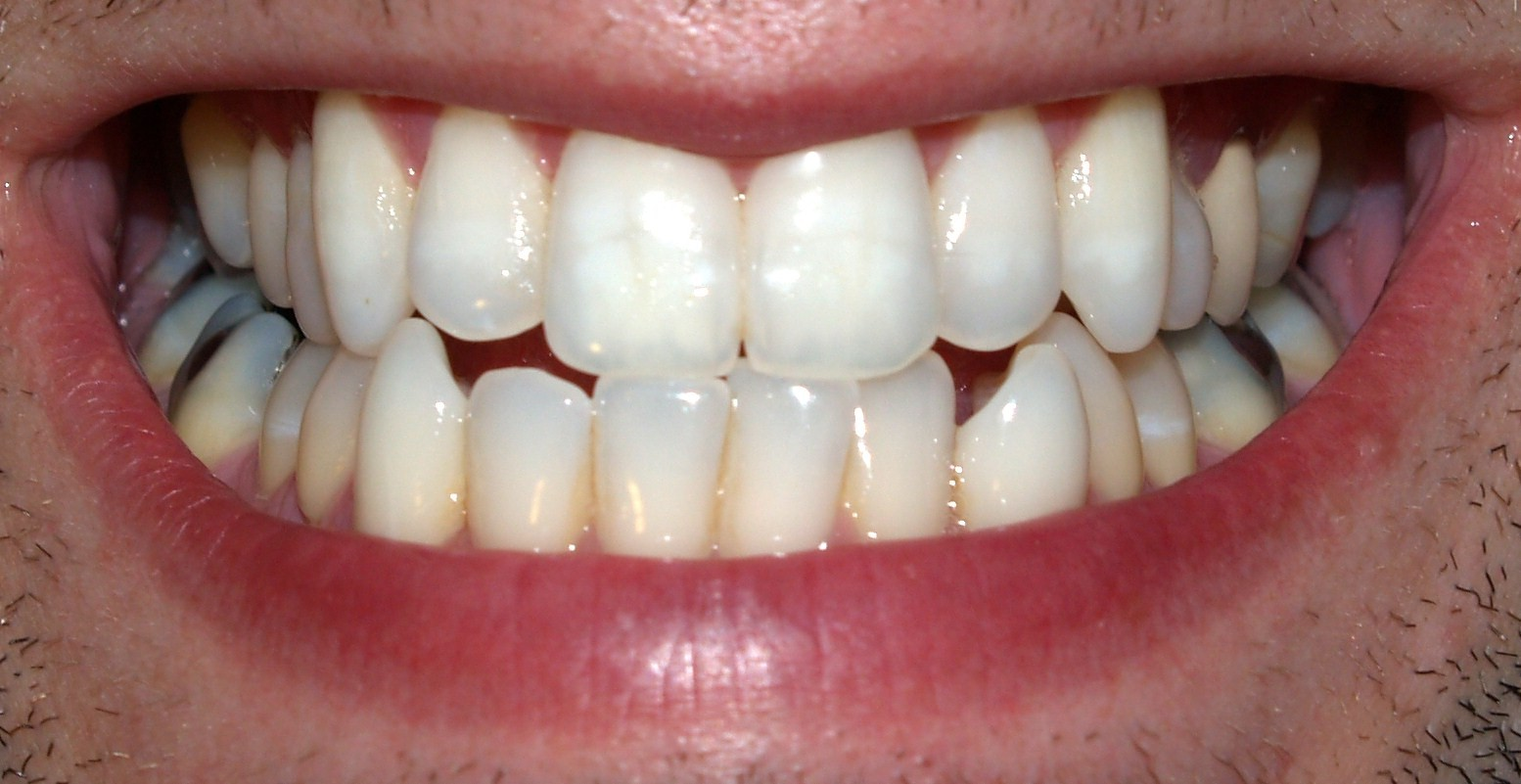
Uzębienie człowieka

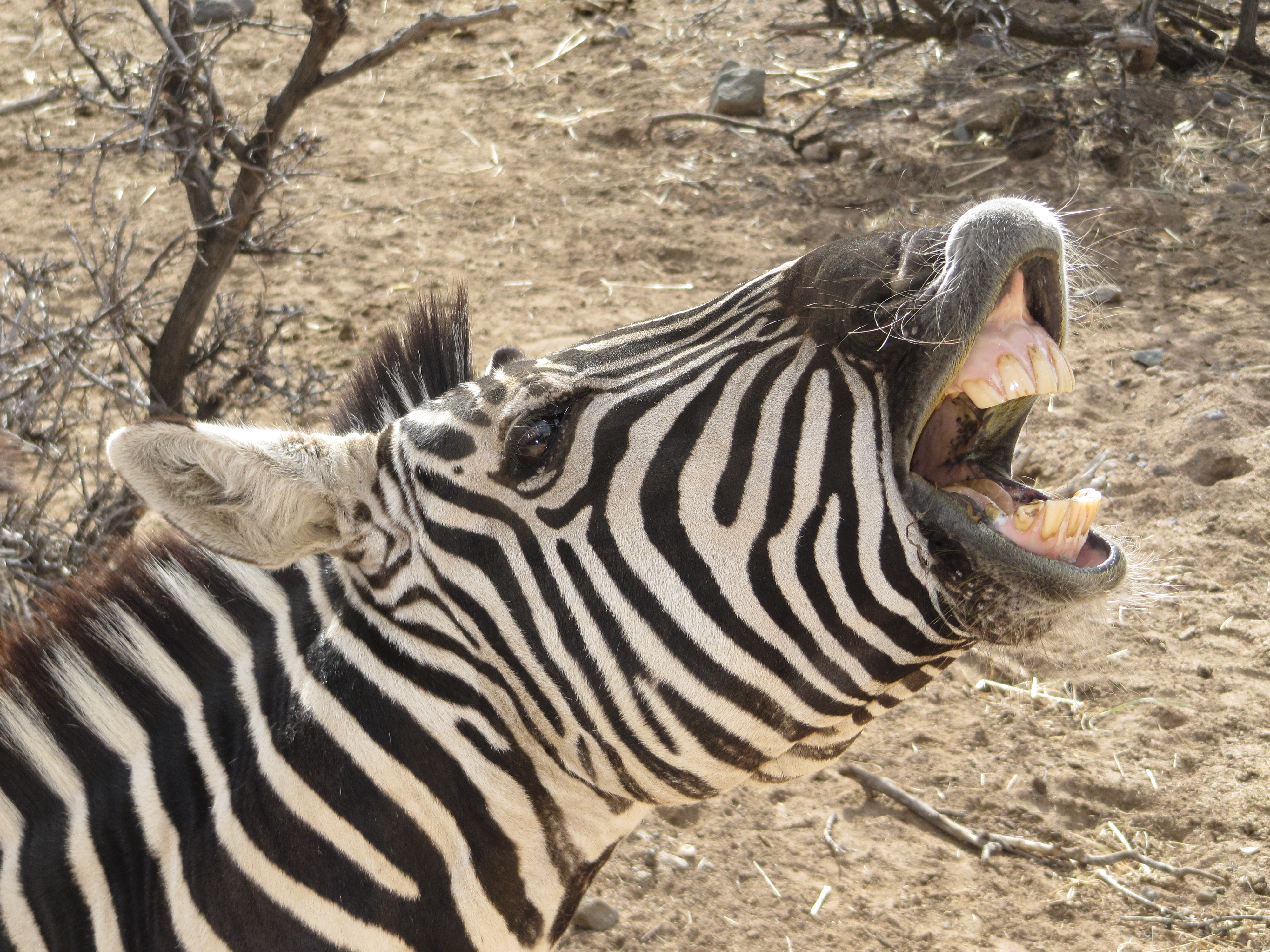
Uzębienie zebry

Zęby nie występują u kolczatki, mrówkojada, łuskowców i fiszbinowców. Osadzone są w zębodołach kości szczękowej lub żuchwy i złożone są z jednego lub kilku korzeni oraz korony. U niektórych ssaków zęby szczególnie narażone na ścieranie (np. siekacze gryzoni) nie mają korzeni i dzięki temu wykazują nieograniczony wzrost. Przeważnie u ssaków występuje difiodontyzm (wymiana zębów w trakcie życia). U niektórych (nietoperze, ryjówki) zęby mleczne zanikają jeszcze przed urodzeniem. U waleni występuje monofiodontyzm, tzn. brak uzębienia mlecznego. 
Cechą charakterystyczną większości ssaków jest heterodontyzm – zróżnicowanie kształtów i wielkości zębów w zależności od ich przeznaczenia. Wtórny homodontyzm obserwuje się jedynie u zębowców, pancerników i słupozębnych. Zęby ssaków zróżnicowane są na siekacze, kły, przedtrzonowce i trzonowce. Zęby dolne umieszczone są w żuchwie, siekacze górne w kości międzyszczękowej, a pozostałe zęby w szczęce. Korony zębów mogą być niskie – brachiodontyzm lub wydłużone – hypsodontyzm. Ze względu na budowę koron zębowych wyróżnia się:
- sekodontyzm – korony zębów przypominają piłę pokrytą guzkami ustawionymi w jednym szeregu. Występuje u ssaków drapieżnych
- selenodontyzm – guzki korony tworzą półksiężycowate listewki. Występuje u przeżuwaczy.
- lofodontyzm – pionowe blaszki tworzące bardzo skomplikowane układy. Występuje u nieparzystokopytnych
- plicidentyzm – podobny do lofodontyzmu, ale bardziej skomplikowany. Występuje u gryzoni.

Niekiedy między kłami a przedtrzonowcami występuje przerwa – diastema. Budowa i liczba zębów są ważnymi cechami taksonomicznymi, a u niektórych gatunków elementami dymorfizmu płciowego.

### Układ mięśniowy
Układ mięśniowy ssaków jest bardzo dobrze rozwinięty. Jego cechami charakterystycznymi są przepona oraz silny rozwój mięśni podskórnych. Dzięki mięśniom podskórnym niektóre ssaki mogą poruszać niewielkimi fragmentami skóry (np. koń) lub zawijać ciało i stroszyć kolce (jeż). U człowieka i małp mięśnie podskórne występują tylko na twarzy, jako tzw. mięśnie mimiczne.

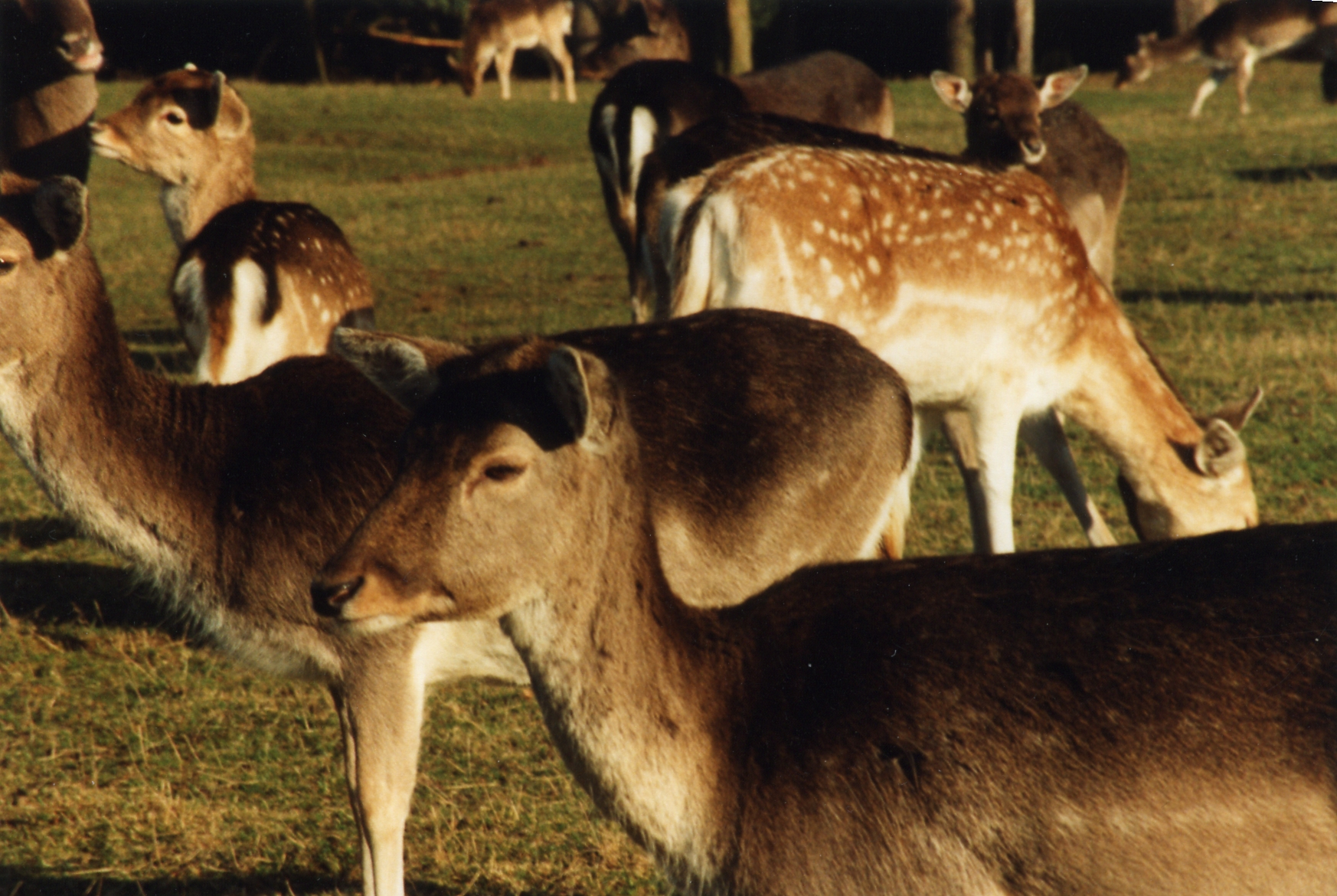
Daniele (samice – łanie)

### Układ oddechowy
Do dróg i narządów oddechowych ssaków należą nozdrza zewnętrzne, jamy nosowe, nozdrza wewnętrzne, przewód gardzielowy, krtań, tchawica, oskrzela i płuca. Krtań otwiera się do gardzieli głośnią. Wejście do krtani zamknięte jest przez nagłośnię i chrząstki nalewkowe. U niektórych ssaków (np. małpy) tchawicy towarzyszą worki powietrzne, które działają jako rezonatory głosu. W procesie wymiany gazowej obok ruchów żeber bierze udział także przepona.
Wszystkie ssaki oddychają tlenem zawartym w powietrzu. W ich budowie można jednak odnaleźć ślady skrzeli, właściwych rybom, będących ich odległymi przodkami. Trąbka słuchowa jest pozostałością szczeliny słuchowej.

### Układ krwionośny
Układ krwionośny charakteryzuje się asymetrycznym układem głównych pni żylnych. Występuje tylko lewy łuk aorty. Rozwija się on z lewostronnego naczynia czwartej pary zarodkowych łuków tętniczych. Od łuku aorty odchodzą 4 tętnice: tętnica podobojczykowa lewa i prawa oraz tętnica szyjna wspólna lewa i prawa. Do głównych naczyń żylnych należą: żyły płucne, żyły czcze przednie, żyła czcza tylna oraz żyła wrotna wątroby. U ssaków nie występuje układ wrotny nerek. Serce składa się z całkowicie oddzielonych od siebie 2 komór i 2 przedsionków. Prawa część serca – „żylna” – zbiera krew odtlenioną z całego organizmu i tłoczy ją do naczyń płucnych, a lewa strona odbiera natlenowaną krew z płuc i przekazuje do aorty. Między przedsionkami i komorami występują zastawki: zastawka trójdzielna (w prawym przedsionku) i zastawka dwudzielna (w lewym przedsionku). U stekowców zastawka trójdzielna znajduje się w lewym przedsionku, a w prawym występuje tylko jedna zastawka. W sercu ssaków występują również 3 zastawki półksiężycowate, które uniemożliwiają cofanie się krwi z aorty i tętnicy płucnej do serca. Erytrocyty ssaków są bezjądrzaste i przeważnie okrągłe. Jedynie u wielbłądowatych występują erytrocyty o kształcie owalnym.

### Układ pokarmowy
Układ pokarmowy w zależności od pobieranego pokarmu cechuje się rozmaitymi przystosowaniami (np. złożony żołądek przeżuwaczy bądź żołądek małp liściożernych m.in. z rodzaju Colobus). Przewód pokarmowy zbudowany jest z jamy gębowej, gardzieli, przełyku, żołądka i jelit: cienkiego i grubego, kończącego się odbytem. U większości ssaków (oprócz stekowców i waleni) występują wargi. Przedsionek jamy gębowej ograniczony jest z jednej strony przez wargi i policzki, a z drugiej przez zęby i dziąsła. U niektórych ssaków (np. susły, chomiki, małpy) występują torby policzkowe, które służą do magazynowania pokarmu. Sklepienie jamy gębowej tworzy podniebienie twarde, które przechodzi w miękkie. W jamie gębowej znajdują się gruczoły ślinowe. Silnie umięśniony język jest pokryty brodawkami (np. smakowymi) i spełnia różne funkcje. Może służyć do formowania kęsów, chwytania pokarmu (np. bydło), chłeptania (mięsożerne), chwytania owadów (kolczatka, mrówkożer, mrówkojad, łuskowce). Żołądek może być prosty i tylko histologicznie zróżnicowany na część wpustową i odźwiernikową lub złożony. Część wpustowa charakteryzuje się cienkimi ścianami pozbawionymi gruczołów, a część odźwiernikowa – grubymi ścianami z licznymi gruczołami. Trawienie chemiczne w żołądku zachodzi przy udziale soku żołądkowego. Dalsze trawienie następuje w dwunastnicy z udziałem enzymów zawartych w soku trzustkowym. U większości ssaków wątroba posiada pęcherzyk żółciowy. Nie występuje on u waleni, nieparzystokopytnych, góralek i niektórych gryzoni. W jelitach czczym i krętym zachodzi wchłanianie strawionego pokarmu. U większości ssaków silnemu rozrostowi ulega jelito ślepe, w którym przy obecności flory bakteryjnej następuje rozkład błonnika. Długość przewodu pokarmowego jest z reguły większa u ssaków roślinożernych, niż u mięsożernych. Przewód pokarmowy stekowców i torbaczy kończy się kloaką. U łożyskowców otwory odbytowy i moczowo-płciowy są od siebie całkowicie oddzielone.

### Układ wydalniczy
Układ wydalniczy składa się z nerek, moczowodów, pęcherza moczowego i cewki moczowej. U torbaczy, nietoperzy, owadożernych i zającokształtnych nerka jest jednopłatowa, a u waleni, płetwonogich i niedźwiedzi ma budowę groniastą. Niektóre ssaki mają nerkę zewnętrznie jedno-, a wewnętrznie wielopłatową. Mocz ssaków zawiera dużą ilość mocznika.

### Układ nerwowy i narządy zmysłów
Układ nerwowy, a szczególnie mózgowie, osiąga u ssaków najwyższy stopień rozwoju spośród zwierząt. W mózgu stekowców występuje wtórne sklepienie mózgowe, które jest częścią kresomózgowia i pierwszy raz pojawiło się u gadów. U łożyskowców półkule mózgowe połączone są ciałem modzelowatym. Kora mózgowa jest słabiej lub silniej pofałdowana. U owadożernych, gryzoni, zającokształtnych i nietoperzy mózg jest gładki. Silnie pofałdowana jest kora mózgowa płetwonogich i waleni, a najsilniej – człowieka. U większości ssaków najważniejszą rolę spełnia zmysł węchu. Dobrze rozwinięte są również zmysły słuchu i wzroku, choć większość ssaków (z wyjątkiem niektórych naczelnych) widzi dwubarwnie.

### Układ rozrodczy i rozmnażanie

#### Układ rozrodczy żeński
Żeński układ rozrodczy składa się z parzystych jajników, jajowodów, macicy i pochwy. U stekowców zachowana jest odrębność dróg rodnych każdej strony ciała, u torbaczy występuje większy lub mniejszy odcinek wspólny dróg rodnych, a u łożyskowców drogi rodne są zawsze połączone. Pochwy łożyskowców zrastają się w twór nieparzysty. Macica może być:
- podwójna – uchodzi do pochwy dwoma oddzielnymi przewodami. Występuje u słoni, góralków, słupozębnych oraz niektórych gryzoni i nietoperzy.
- dwudzielna – macice zachowały odrębność, ale uchodzą do pochwy wspólnym ujściem. Występuje u świń, bydła, wielu kopytnych oraz niektórych nietoperzy i gryzoni.
- dwurożna – macice w dużym stopniu zlane w jeden twór. Występuje u waleni, brzegowców, owadożernych, wielu drapieżnych i kopytnych.
- pojedyncza – całkowicie jednolita. Występuje u naczelnych.

Ze względu na to, jaki jest kontakt jaja płodowego z macicą, wyróżnia się bezłożyskowce – gdy związek ten jest luźny (większość torbaczy) i łożyskowce – kosmówka zrasta się z błoną śluzową macicy.

#### Układ rozrodczy męski
Męski układ rozrodczy składa się z jąder, najądrzy i nasieniowodów otwierających się do cewki moczowej. Jądra pierwotnie znajdują się w jamie brzusznej. U stekowców, słoni, góralków, brzegowców, niektórych owadożernych i szczerbaków pozostają w jamie brzusznej przez całe życie. U innych ssaków, np. zajęcy, jeży, czy słupozębnych, jądra w czasie pory godowej zstępują do moszny. U większości ssaków jądra znajdują się w mosznie stale.
Poza stekowcami wszystkie ssaki są żyworodne. Zaplemnienie jest wewnętrzne, a zapłodnienie następuje z reguły zaraz po zaplemnieniu. Czas trwania ciąży jest krótszy u drobnych ssaków (np. u drobnych gryzoni ciąża trwa około 3 tygodni), a dłuższy u dużych (u słonia indyjskiego około 22 miesiące).

## Pochodzenie
Pierwsze ssaki pojawiły się na Ziemi pod koniec triasu, czyli około 200 milionów lat temu. Wywodziły się z gadów ssakokształtnych z rzędu terapsydów (Therapsida), żyjących w permie i triasie.
| ← mln lat temuSsaki |          |            |          |          |           |         |          |         |          |           |      |    |
| Prekambr←4,6 mld    | Kambr541 | Ordowik485 | Sylur443 | Dewon419 | Karbon359 | Perm299 | Trias252 | Jura201 | Kreda145 | Paleog.66 | Ng23 | Q2 |

## Systematyka
Szczegółowa systematyka ssaków przedstawiona została w odrębnym artykule.

### Rzędy wedługKatalogu Życia
Podział z 2018 roku:

- afrosorkowce (Afrosoricida) 51 gat.
- brzegowce (Sirenia) 5 gat.
- drapieżne (Carnivora) 288 gat.
- dwuprzodozębowce (Diprotodontia) 143 gat.
- dydelfokształtne (Didelphimorphia) 87 gat.
- góralkowce (Hyracoidea) 4 gat.
- gryzonie (Rodentia) 2368 gat.
- jamrajokształtne (Peramelemorphia) 21 gat.
- jeżokształtne (Erinaceomorpha) 24 gat.
- kretoworokształtne (Notoryctemorphia) 2 gat.
- latawce (Dermoptera) 2 gat.
- łuskowce (Pholidota) 8 gat.
- naczelne (Primates) 501 gat.
- niełazokształtne (Dasyuromorphia) 75 gat.
- nieparzystokopytne (Perissodactyla) 24 gat.
- nietoperze (Chiroptera) 1308  gat.
- pancernikowce (Cingulata) 21 gat.
- parzystokopytne (Artiodactyla) 248 gat.
- rurkozębne (Tubulidentata) 1 gat.
- ryjkonosowe (Macroscelidea) 15 gat.
- ryjówkokształtne (Soricomorpha) 428 gat.
- skąpoguzkowce (Paucituberculata) 6 gat.
- stekowce (Monotremata) 5 gat.
- torbikowce (Microbiotheria) 1 gat.
- trąbowce (Proboscidea) 3 gat.
- walenie (Cetacea) 91 gat.
- wiewióreczniki (Scandentia) 20 gat.
- włochacze (Pilosa) 10 gat.
- zajęczaki (Lagomorpha) 92 gat.